# Herbert Porter
Herbert L. "Bart" Porter, né en 1938, est un assistant de campagne du président américain Richard M. Nixon.

## Biographie
Le 28 janvier 1974, Porter a plaidé coupable d'avoir menti au FBI au début de l'enquête sur le Watergate.